# Кахалу
Кахалу (бенг. কাহালু, англ. Kahaloo) — город на севере Бангладеш, административный центр одноимённого подокруга. Площадь города равна 5,51 км². По данным переписи 2001 года, в городе проживало 8104 человека, из которых мужчины составляли 51,43 %, женщины — соответственно 48,57 %. Плотность населения равнялась 1471 чел. на 1 км². Уровень грамотности населения составлял 39,2 % (при среднем по Бангладеш показателе 43,1 %). 